# Hexelasma
Hexelasma är ett släkte av kräftdjur. Hexelasma ingår i familjen Bathylasmatidae.
Kladogram enligt Catalogue of Life:
| Hexelasma | \| \| Hexelasma americanum \| \| \| \| \| \| Hexelasma fosteri \| \| \| \| |
|           | \| \| Hexelasma americanum \| \| \| \| \| \| Hexelasma fosteri \| \| \| \| |
|           | Aaptolasma                                                                 |
|           |                                                                            |
|           | Bathylasma                                                                 |
|           |                                                                            |
|           | Mesolasma                                                                  |
|           |                                                                            |
|           | Tessarelasma                                                               |
|           |                                                                            |
|           | Tetrachaelasma                                                             |
|           |                                                                            |
|           | Hexelasma americanum                                                       |
|           |                                                                            |
|           | Hexelasma fosteri                                                          |
|           |                                                                            |

|  | Hexelasma americanum |
|  |                      |
|  | Hexelasma fosteri    |
|  |                      |